# Вілюйська науково-дослідна мерзлотна станція
Вилюйская науково-дослідна мерзлотна станція  (рос. Вилюйская научно-исследовательская мерзлотная станция, ВНИМС ИМЗ СО РАН) — науково-дослідна лабораторія Інституту мерзлотоведення, що організована в 1965 році в селищі Чернишевський (Якутія) для спостереження за геотеплофізичнким станом кріолітозони в районі будівництва Вілюйської ГЕС.

## Загальні відомості

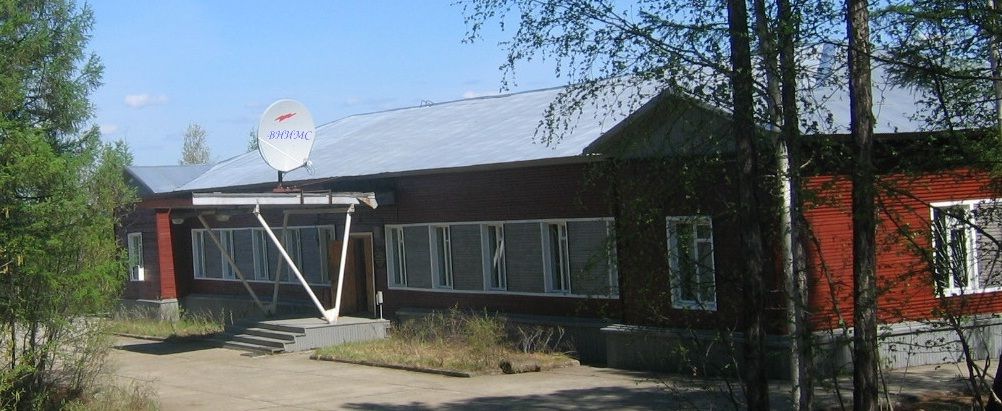

Станція займається науковими дослідження за напрямом - "Геофізика кріолітозони". До нього відноситься розробка і вдосконалення геофізичних методів вивчення кріолітозони; вивчення взаємодії інженерних споруд у процесі їх будівництва, експлуатації та проведення ремонтно-відновних робіт з середовищем; комплексні геокріологічні дослідження в районах інтенсивного природокористування.

## Історія
Вилюйская науково-дослідна мерзлотна станція Інституту мерзлотоведення Сибірського відділення Академії наук Російської Федерації організована у зв'язку з необхідністю проведення геокріологічних досліджень у районах родовищ алмазів в Якутській АРСР, а також геотеплофізичних досліджень у районі будівництва Вілюйської ГЕС .
Ініціатори створення Вілюйської НДМС – директор Інституту мерзлотоведения П.І. Мельников і Об'єднана вчена рада з геолого-мінералогічних і географічних наук Сибірського відділення АН СРСР. Першим начальником ВНИМС став Ростислав Михайлович Каменський .
Керівники станції
- Ростислав Михайлович Каменський (1965 - 1971);
- Борис Олександрович Оловін (1972-1973);
- Анатолій Михайлович Снєгірьов (1973 - 2004);
- Сергій Олександрович Велікін (2004 - дотепер)

## Співробітники станції
25 осіб, у тому числі 5 наукових співробітників (1 кандидат наук).